# ابن بری نحوی
ابن بِریِ نَحوی (۱۲ مارس ۱۱۰۶ - ۹ ژانویه ۱۱۸۷م) (نسب: ابومحمد عبدالله بن بَرّی مَقدسی مصری) زبان‌شناس و فقیه مصری در سدهٔ ششم هجری بود.    
او را از بزرگانِ روزگارش در علم لغت و نحو نامبرده‌اند که به فقه نیز دانا بود.

## زندگی
در ۱۲ مارس ۱۱۰۶م/ ۵ رجب ۴۹۹ق در قاهره به دنیا آمد. نسب کاملش «ابومحمد عبدالله بن ابی‌الوحش بَرّی بن عبدالجبار بن برّی مَقدَسی مصری» ذکر شده است. علوم عربی زا نزد «ابوبکر محمد بن عبدالملک شنترنی» و «ابوطالب عبدالله بن محمد بن علی مُعافری» آموخت. از «ابوصادق مَدینی» و «ابوعبدالله رازی» حدیث فراگرفت. برای تدریس در مسجد جامع عمرو عاص در فسطاط، قاهره برگزیده شد. در دیوانِ انشاء بالاترین بازبین بود و هیچ نامه و نگاره‌ای از دولت به امیری یا پادشاهی نگاشته نمی‌شد مگر آنکه آن را بازبینی می‌کرد.
درگذشت ابن بری در ۲۷ شوال ۵۸۳ق/۹ ژانویه ۱۱۸۷م روی داد.

## آثار
- حواشٍ علی کتاب الصحاح
- الُباب فی الرد علی ابی‌محمد بن الخَشّاب
- شرح شواهِد الإیضاح
- غلطُ الضُعفاء من أهل الفقه